# لسان الثور
لسان الثور أو كحلاء أو أنْشُوْزَة (باللاتينية: Anchusa) جنس نبتة ذات أزهار زرقاء وأوراق بيضاء ووبر شائك، تنموا جذوعها إلى حوالي 46سم. وكذلك هي حولية تزهر من أوائل الصيف إلى نصفهم، من الفصيلة الحِمحِمية التي تضم عشرات الأنواع من النباتات. وتنتشر كثير من أنواع لسان الثور في حوض البحر الأبيض المتوسط وعادتًا تنمو قرب الحداق والبساتين لجذب الملقحات كالنحل، أما بريًا فهي تنموا قرب المساكن وفوق أكوام القمامة.

## من أنواعهالواطنةفيالوطن العربي
- لسان الثور الأزرق (باللاتينية: Anchusa azurea) في بلاد الشام ومصر والمغرب العربي ومعظم أنحاء حوض المتوسط
- لسان الثور البومي (باللاتينية: Anchusa strigosa) في بلاد الشام وقبرص وتركيا
- لسان الثور الطبراني (باللاتينية: Anchusa tiberiadis) في بلاد الشام
- لسان الثور المتموج (باللاتينية: Anchusa undulata) في المغرب العربي وبعض مناطق جنوب أوروبا
- لسان الثور المصري (باللاتينية: Anchusa aegyptiaca) في مصر والمغرب العربي وبلاد الشام وتركيا وقبرص واليونان ومالطة
- لسان الثور الميلري (باللاتينية: Anchusa milleri) في بلاد الشام ومصر
- لسان الثور الهجين (باللاتينية: Anchusa hybrida) في بلاد الشام ومصر والمغرب العربي ومعظم أنحاء حوض المتوسط

## من أنواعه الأخرى
- لسان الثور الباسق (باللاتينية: Anchusa procera)
- لسان الثور الجيري (باللاتينية: Anchusa calcarea)
- لسان الثور رقيق الأوراق (باللاتينية: Anchusa leptophylla)
- لسان الثور الشاطئي (باللاتينية: Anchusa littorea)
- لسان الثور الصغير (باللاتينية: Anchusa pusilla)
- لسان الثور الطرفي (باللاتينية: Anchusa limbata)
- لسان الثور القلمي (باللاتينية: Anchusa stylosa)
- لسان الثور المخزني (باللاتينية: Anchusa officinalis)
- لسان الثور الهش (باللاتينية: Anchusa crispa)

## الفوائد الطبية

### في الطب الشعبي
تستعمل نبتة لسان الثور في الطب الشعبي، فتسخر أوراقها وجذورها لعلاج مرض الحمى المزمنة وحماية القلب ومقاومة السموم وطردها. وتستعمل حبوبها وأوراقها عن طريق النقع لإدارة حليب الثدي لدى النساء، والعدة من العلاجات مثل: تطهير للفتح في السدد وشفاء اليرقان وعلاج القروح... وتخلط مع عشبة بقعة الملك للتخلص من الحكة والقووباء والحلقية، ويساعد مائها المقطر لعلاج التهابات العينين والعديد من الطرق الأخرى، لكنها أبدًا لا تستعمل مجففة بل تستعمل خضراء على الدوام!
كما يتم استعمال اوراقها الناضجة في عنل الملفوف في فلسطين وبلاد الشام === في الطب الحديث ===
تستعمل في الزمن الحالي كمدرة للبول بصفات مسكنة وملينة، ولعلاج الزكام والحمى وأمراض الرئتين مثل: التهاب الشعبتين والسل. ويستعمل سلقها ومعجون اوراقها لتخفيف الاورام الحارة، وتجعل من مدرة البول إلى ذات منفع للروماتزم.